# Fritz Berg
Pour les articles homonymes, voir Berg.
Fritz Berg, né le 27 août 1901 à Altena, en Allemagne, et mort le 3 février 1979 à Cologne, est un chef d'entreprise allemand et européen. Il a été président du lobby européen du patronat, UNICE, qui devient plus tard BusinessEurope, de 1967 à 1971.

## Biographie
De 1922 à 1924, il étudie à Cologne, où il devient membre du Corps Hansea Köln (de). De 1925 à 1928, il poursuit ses activités aux États-Unis et au Canada (dont l'usine Ford de Detroit). En 1928, il est déjà un officier reconnu de la société de son père, qui travaille dans les produits de l'aciérie.
En 1940, il devient le seul propriétaire de la société. En 1942, il devient membre du conseil consultatif de la Gauwirtschaftskammer (de), (chambre de commerce du parti Nazi). En 1943, il devient député en chef du fer, acier et industrie du fer blanc (allemand : Wirtschaftsgruppe Eisen-, Stahl- und Blechwarenindustrie) et membre de l'industrie des métaux. Du 16 avril 1945 au 7 août 1945, il est nommé maire honoraire de la ville d'Altena (en Rhénanie-du-Nord-Westphalie).
Un incendie en janvier 1961 du Westfälische Wirtschaftsarchives détruit les documents de l'histoire de la chambre, mais à cette période les fichiers de périodes plus anciennes qui ont été perdues en 1944, manquaient. Au moins sa position à la tête du département des « composants des bicyclette et moteurs » du Reichsgruppe Industrie (de) (RGI, groupe industriel nazi) pendant la Seconde Guerre mondiale sont prouvés.
Il est président d'UNICE qui devient plus tard BusinnessEurope de 1967 à 1971.